# Stan splątany
Stan splątany – rodzaj skorelowanego stanu kwantowego dwóch lub więcej układów kwantowych. Ma on niemożliwą w fizyce klasycznej cechę polegającą na tym, że stan całego układu jest lepiej określony niż stan jego części. Splątanie kwantowe może dotyczyć próżni kwantowej albo funkcji falowej pojedynczej cząstki lub większej ich liczby. Możliwe jest również splątanie kwantowe pomiędzy układami, które nie istnieją w tym samym czasie. Hipersplątanie to stan, w którym splątany jest więcej niż jeden stopień swobody. Splątanie przeważnie jest przykładem zjawiska nielokalnego w mechanice kwantowej, jednak istnieje zarówno splątanie lokalne, jak i nielokalne zjawiska niebędące splątaniem. Samo istnienie splątania przeważnie zależy od wybranego podziału stanu na składowe. Skala splątania jest wielkością zależną od układu odniesienia, gdyż sama liczba cząstek w danym obszarze jest zależna od układu odniesienia (zob. np. efekt Unruha). Jedną z cech splątania jest jego monogamia – jeśli dwa układy są ze sobą maksymalnie splątane, to nie mogą być splątane z żadnymi innymi.
Ze splątaniem mamy do czynienia wtedy, gdy funkcja falowa układu składającego się z dwóch lub więcej podukładów albo całych ich zespołów nie da się zapisać w postaci potęgi N funkcji falowych każdego z podukładów.
Istnieje na przykład stan splątany polaryzacji dwóch fotonów, tzw. singlet, który ma tę właściwość, że jeżeli będziemy mierzyć polaryzacje obu fotonów, używając dwóch identycznie ustawionych, ale odległych od siebie polaryzatorów, to zawsze otrzymamy dwie przeciwne polaryzacje. Natomiast zmierzone polaryzacje każdego z fotonów z osobna są zupełnie przypadkowe. Zatem para fotonów w stanie singletowym ma precyzyjnie określoną własność wspólną (polaryzacje mierzone tak samo ustawionymi polaryzatorami są zawsze przeciwne), natomiast stan podukładu, czyli pojedynczego fotonu, jest całkowicie nieokreślony – wynik pomiaru polaryzacji pojedynczego fotonu jest zupełnie przypadkowy. Splątanie nie zanika wraz z odległością – tak przewiduje teoria kwantów.

## Sterowalność
Ze splątaniem blisko związana jest sterowalność. Załóżmy, że skrętność cząstki A jest splątana ze skrętnością cząstki B. Wtedy wykonanie pomiaru skrętności cząstki A oznacza, że stan cząstki B stał się wartością własną skrętności (którą konkretnie wartością własną można zweryfikować, wykonując następnie pomiary cząstki B). Jeśli wyniki pomiarów (cząstki B, a także cząstki A, gdy to cząstka B ją steruje) mogą być wytłumaczone teorią zmiennych ukrytych lokalnych, to splątany układ określa się jako niesterowalny. W przeciwnym wypadku jedyną możliwą konkluzją jest, że zaszło sterowanie, wykorzystujące nielokalność mechaniki kwantowej. Gdy wyniki pomiarów dotyczące tylko jednej cząstki da się wytłumaczyć teorią zmiennych ukrytych lokalnych, to miało miejsce sterowanie jednostronne (ang. one-way steering).

## Paradoks EPR
Pojęcie stanu splątanego prowadzi do tzw. paradoksu EPR. Jeśli dwie cząstki tworzące singlet oddalimy od siebie i zmierzymy spin jednej z nich, dostaniemy informację także o spinie tej drugiej. Ponieważ stan każdej z nich przed pomiarem jest nieokreślony, a z mechaniki kwantowej nie wynika żadne opóźnienie, więc Einstein, Podolski i Rosen doszli do wniosku, że oznacza to natychmiastowe oddziaływanie z nieskończoną prędkością, co jest sprzeczne z teorią względności. Einstein nazwał to zjawisko „upiornym działaniem na odległość”.
Teorię sprawdzono eksperymentalnie. W jednym z eksperymentów splątane fotony były przesyłane na odległość 18 km od siebie. Stany kwantowe fotonów były nadal ze sobą skorelowane przy równoczesnym pomiarze, choć żadna informacja nie mogła przedostać się dostatecznie szybko pomiędzy nimi (musiałaby podróżować szybciej niż prędkość światła w próżni). Nie pozwala to jednak użyć splątania do przesyłania informacji szybciej od światła w próżni, gdyż odczytanie zakodowanej informacji jest możliwe dopiero po porównaniu stanu obydwu fotonów, co wymaga dodatkowego podświetlnego kanału komunikacji.
Splątanie nie wymaga też pojęcia „absolutnego czasu”, który byłby potrzebny przy natychmiastowym oddziaływaniu, a którego istnienie jest sprzeczne z teorią względności. Splątanie zachodzi bowiem także pomiędzy cząstkami oddalonymi w czasie albo poruszającymi się względem siebie z dużą prędkością i ulega odpowiednim zmianom zgodnym z przekształceniami Lorentza.
Jedną z prób wyjaśnienia tego paradoksu, podjętą już przez Einsteina, było postulowanie istnienia tzw. teorii zmiennych ukrytych. Fotony z chwilą rozdzielenia mogłyby nieść pewną zakodowaną informację, która wpływałaby na ich przyszłe zachowanie. Informacja ta, czyli właśnie „zmienne ukryte”, wyjaśniałaby ich późniejszy skorelowany stan. Analogicznie jeśli dwoje ludzi umówi się co do swoich dalszych działań, ich akcje mogą być później silnie powiązane ze sobą, choć nie mają już oni ze sobą kontaktu. Okazuje się jednak, że nie jest możliwe wyjaśnienie splątania za pomocą teorii zmiennych ukrytych. Udowodniono, że każda taka teoria dawałaby w pewnych warunkach mniejsze korelacje, niż są faktycznie obserwowane (tzw. twierdzenie Bella).
Z twierdzeniem Bella jest powiązane założenie tzw. lokalnego realizmu, głoszące, że każda cząstka i punkt przestrzeni oddziałują tylko z najbliższym otoczeniem („lokalny”) i dają się opisać skończoną liczbą parametrów, których wartość jest określona niezależnie od procesu ich pomiaru („realizm”). Np. przeciwne bieguny magnesów przyciągają się, gdyż każdy z nich wysyła kwanty pola elektromagnetycznego, które charakteryzują się kilkoma parametrami („realizm”) i oddziałują na drugi magnes dopiero po dotarciu w jego pobliże („lokalność”). Założenie lokalnego realizmu jest milcząco przyjmowane w ogólnej teorii względności, jednak na mocy twierdzenia Bella jest ono sprzeczne z mechaniką kwantową i z wynikami eksperymentów. Z twierdzenia nie wynika natomiast, czy poprawne jest założenie samego realizmu lub samej lokalności.

## Historia
Kolejne odkrycia doprowadziły do sformułowania teorii stanu splątanego:
- fizyka klasyczna nie radzi sobie z opisem zjawisk mikroskopowych;
- fizyka kwantowa, pionierskie prace Plancka – 1900;
- szczególna teoria względności – 1905;
- ogólna teoria względności – 1915;
- teoria stanu splątanego.

Pojęcie splątania zostało wprowadzone przez jednego z twórców mechaniki kwantowej – Erwina Schrödingera w 1935 roku. Stany splątane mają szerokie zastosowanie w informatyce kwantowej (zwłaszcza w kryptografii i teleportacji kwantowej).
W latach 90. XX wieku eksperymentalnie udowodniono istnienie splątania pomiędzy fotonami odległymi od siebie o kilkanaście kilometrów (grupa Gisin'a, Genewa). Potem zaobserwowano to zjawisko na odległości aż 144 km – doświadczenie przeprowadzone na wyspach La Palma i Teneryfa (Anton Zeilinger i współpracownicy).
Według publikacji w Nature z lutego 2011 roku przeprowadzono obserwację rekordowej liczby 10 miliardów splątanych atomów. Rok później fizycy jednocześnie splątali rekordowo dużą liczbę 8 fotonów. Również w tym roku w powietrzu o temperaturze pokojowej splątano 2 diamenty milimetrowej wielkości i oddalono je na odległość 15 centymetrów.
W czerwcu 2013 roku Juan Maldacena oraz Leonard Susskind zasugerowali, że splątanie kwantowe może być wynikiem istnienia między splątanymi cząstkami mostu Einsteina-Rosena.